# Megalopsalis tumida
Megalopsalis tumida är en spindeldjursart som beskrevs av Forster 1944. Megalopsalis tumida ingår i släktet Megalopsalis och familjen Monoscutidae. Inga underarter finns listade i Catalogue of Life.